# Complexe nuragique de Santa Cristina
Le complexe nuragique de Santa Cristina est un site archéologique de l'Âge du bronze situé dans la commune de Paulilatino, dans la province d'Oristano, en Sardaigne, en Italie. Il comprend un petit nuraghe entouré des restes d'un village nuragique et un sanctuaire nuragique bien conservé. Il fait partie des 31 sites nuragiques sardes candidats à l'inscription sur la liste du Patrimoine mondial de l'Unesco, sélectionnés et présentés par la fondation Barumini, l'association La Sardaigne vers l'UNESCO et la région Sarde.

## Situation
Le sanctuaire nuragique se trouve sur un haut-plateau basaltique, à quelques dizaines de mètres des vestiges de la petite église de Santa Cristina, remontant au XIe siècle, cachée au milieu des oliviers.
L'église de Santa Cristina a conservé une partie de son abside. À proximité, 36 maisonnettes hébergent les pèlerins durant la célébration des neuvaines, à la mi-mai, en l’honneur de la sainte et, à la fin octobre, durant la célébration en l’honneur de l’archange Raphaël.

## Historique
En 1857, Giovanni Spano publie un article sur le sanctuaire nuragique de Santa Cristina, accompagné d'un dessin du puits sacré nuragique, dont il ne saisit alors pas la fonction. Malgré l’importance du monument et son excellent état de conservation, il a fallu attendre 1953 pour voir les premières fouilles archéologiques et restaurations, qui se sont ensuite poursuivies avec les campagnes Atzeni de 1967-1973 et 1977-1983. Les campagnes de fouilles les plus récentes ont été menées par Bernardini en 1989-1990 et par Arnold Lebeuf entre 2005 et 2010.

## Description

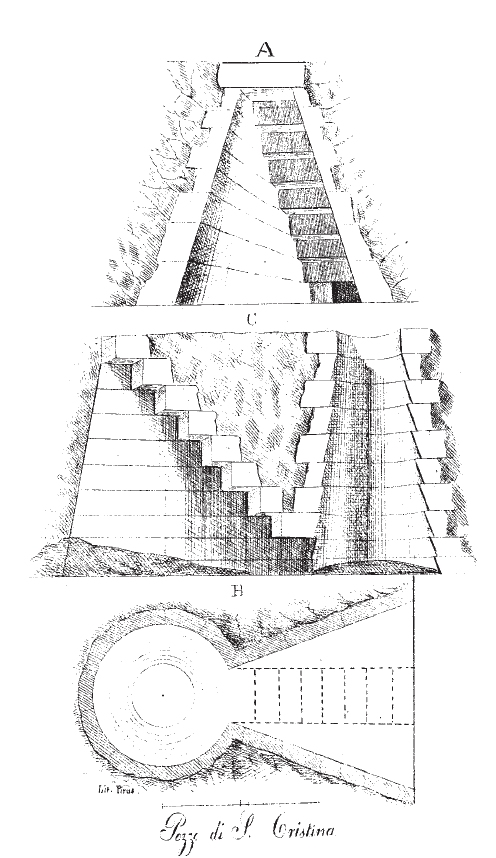
Puits sacré de Santa Cristina. Dessin de Giovanni Spano, 1857

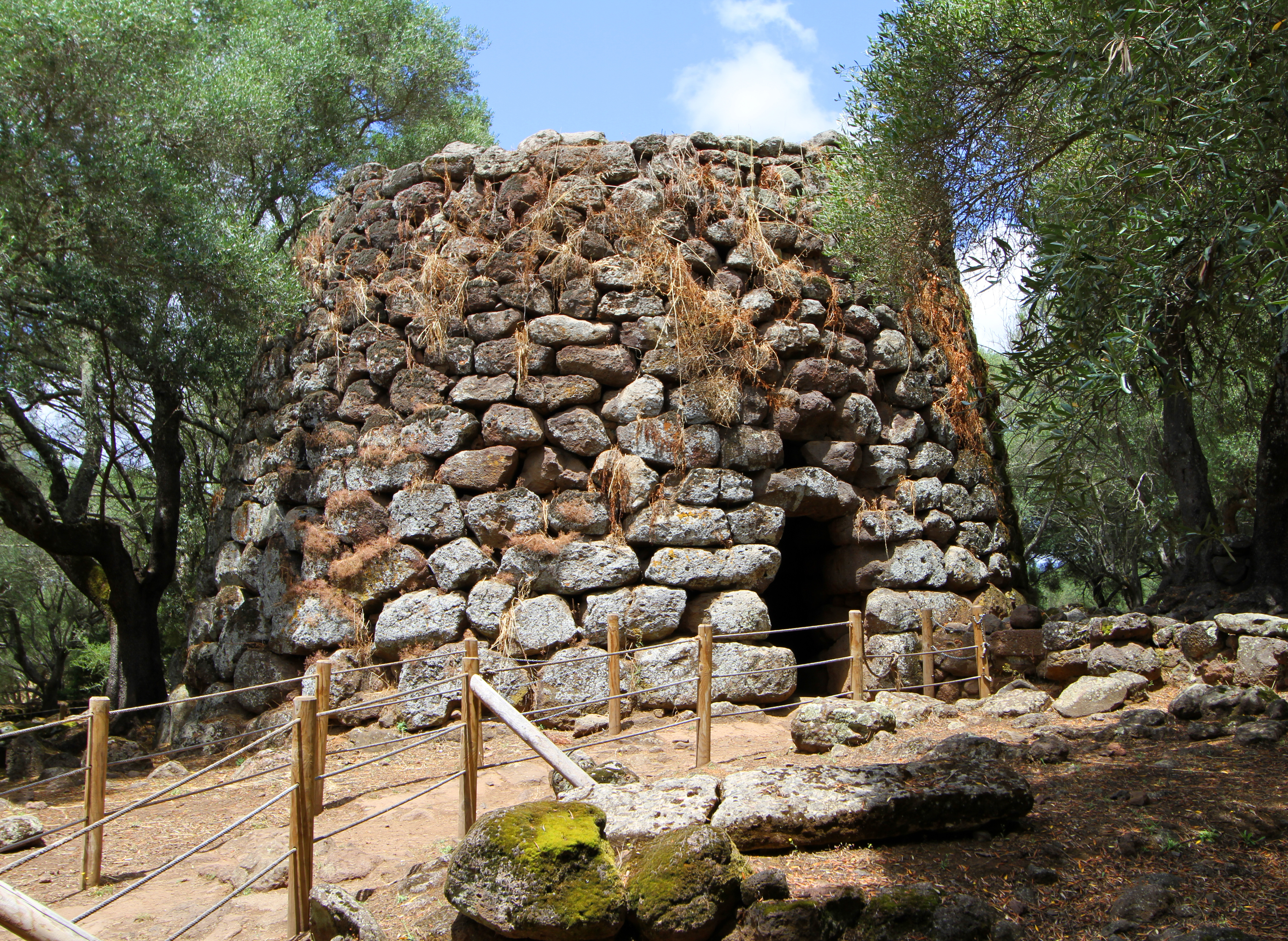
Le nuraghe de Santa Cristina

### Puits sacré nuragique
Le complexe nuragique comprend notamment un sanctuaire abritant un puits sacré nuragique aux formes géométriques régulières, fait de blocs de basalte finement ajustés. Le puits s'inscrit dans une première enceinte en forme de serrure, elle-même entourée d'un téménos, enceinte elliptique qui sépare la zone sacrée de la zone profane.
Selon l'archéologue sarde Giovanni Lilliu, « ce site représente le sommet de l’architecture des temples des eaux, car tellement équilibré dans les proportions (…), étudié dans la composition géométrique et rationnel, qu’il semble difficile de se persuader (…) qu’il s’agit d’une œuvre proche de l’an 1000 av. J.-C. » (Âge du bronze final).

### Nuraghe
À environ deux cents mètres au sud-ouest du sanctuaire nuragique se dresse un petit nuraghe à une tour, entouré des vestiges de quelques huttes allongées au soubassement en pierres, de datation incertaine, et d’un village nuragique, dont seuls quelques éléments affleurants sont encore visibles. L'ensemble est probablement antérieur au puits sacré.